# Pietà (Perugino)
Pietà é uma pintura do artista renascentista italiano Pietro Perugino, executada por volta de 1483-1493, e alojada na Galeria Uffizi, em Florença.

## Temática
Uma Pietà [pjeˈta] (italiano para Piedade) é um tema da arte cristã em que é representada a Virgem Maria com o corpo morto de Jesus nos braços, após a crucificação.